# 阮忠彥
阮忠彦（越南语：／，1289年—1370年），字邦直，号介轩，越南陈朝官员。
阮忠彦原名阮鶻，自幼即有天赋，时人称他为神童。1304年参加科举考试，中黄甲，成为太学生，与莫挺之是同年。1314年，与范邁一起奉命出使元朝。他与陳時見、段汝諧、杜天觀、莫挺之、阮愈、范邁、范遇、黎括、范師孟、黎維、張漢超、黎居仁等人被当作是陈朝的贤良之臣。陈英宗御重光宫，有出家之意，製招隱詩賜忠彥，忠彥辞不奉命。1321年，任御史臺侍御史。
1324年，元泰定帝派馬合謀、楊宗瑞出使安南，宣告自己的继位，并授時憲曆。两位使臣乘馬至西透池橋槈道，不下马步行。陈明宗派通晓汉语的人前去奉旨接话，从辰时到午时，二位使臣怒气越来越大。最后明宗派阮忠彦前去，以理折之。二人理屈词穷，被迫捧诏下马步行，事后陈明宗大悦。然而不久之后因为犯事被左迁为炎朗州通判。后来因为有政绩，擢為僉知聖慈宮事。
時保武王賜皂衣上位侯，忠彥注擬，反在紫衣之列。本应该降罪，但陈明宗怜惜他的才能，且事出过误，因此不降罪处罚，出其为清化安抚使。1329年，陈宪宗受禅继位。上皇陈明宗来到沱江道，親征牛吼蠻，僉知阮忠彥随军编修實錄。
1332年三月，担任內密院副使，掌官朝內省籍。七月，知審刑院事兼清化安撫使。在任期间设立平允堂来判决案件，没有产生一件冤案。1334年上皇陈明宗至乂安道，親征哀牢，以阮忠彥充清化發運使。陈明宗刚到黔州，哀牢人望风而遁，便命阮忠彦勒石记功而还。此石刻即《摩崖紀功文》，在今乂安省境内。
1337年，阮忠彦被任命为乂安安撫使兼國史院監修國史，行快州路漕運使。他上奏建議立漕倉貯田租以賑饑民，得到准许。1341年，被封为京師大尹。同年宪宗崩，与张汉超一起奉命編定皇朝大典考撰，刊書頒行。
陈裕宗继位之后，任命阮忠彦为行遣、知樞密院事，领禁军。他選諸路丁壯充禁軍，缺額定為籍簿。1350年，调任入內行遣，仍知樞密院事。1355年，受封諒江鎮經畧使、入內大行遣、尚書有弼、兼知樞密院事、侍經筵大學士、柱國、開縣伯。1370年病逝。